# Rorippa hayanica
Rorippa hayanica là một loài thực vật có hoa trong họ Cải. Loài này được Maire miêu tả khoa học đầu tiên năm 1927.